# Chirita smitinandii
Chirita smitinandii är en tvåhjärtbladig växtart som beskrevs av Brian Laurence Burtt. Chirita smitinandii ingår i släktet Chirita och familjen Gesneriaceae. Inga underarter finns listade i Catalogue of Life.